# Submarins de Frondizi

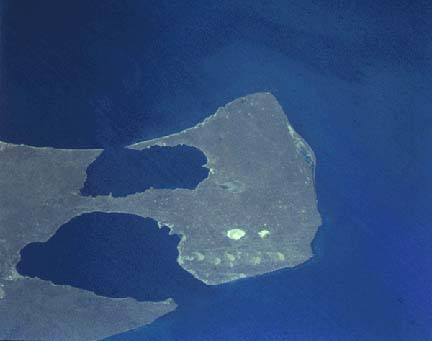
La Península Valdés, província de Chubut; al sud, el Golf Nou.

Els submarins de Frondizi és el nom posat pels mitjans de comunicació a un episodi que va esdevenir durant el govern del president argentí Arturo Frondizi. En aquests anys, vaixells de l'Armada Argentina van detectar diverses vegades la presència d'un o diversos submarins intrusos en aigües del golfo Nuevo, en la Patagònia. Van ser denominats OSNI (acrònim d'Objecte Submergible No Identificat), perquè mai es va mantenir contacte amb ells i, d'altra banda, les dimensions reportades eren inusualment grans. Com que no haver-hi resposta per part dels submergibles intrusos i que cap potència estrangera reconegué la seua presència, el president Frondizi va ordenar l'11 de febrer de 1960 un atac contra ells, amb una força de tretze vaixells i quaranta avions. Segons especulacions de l'època, es tractava de submarins soviètics, però segons la descripció dels testimonis, estos havien de ser del tipus XXI, construïts per Alemanya cap a finals de la Segona Guerra Mundial.
Malgrat l'atac, no es van reportar enfonsaments o avaries dels submarins. Es van desplegar tropes d'infanteria en tota la costa del golf, tement que el submarí emergís i que els seus tripulants desembarcaren; fet que mai va succeir.
El cas va tindre gran transcendència nacional; els diaris argentins de més tirada publicaven freqüents informes amb les últimes notícies sobre els misteriosos submarins; i fins i tot va cridar l'atenció d'alguns mitjans espanyols.

## Història
El 22 de maig de 1958, el president Arturo Frondizi va reconéixer la presència d'un submergible no identificat en la costa patagónica, al nord-oest de Port Cracker, en golfo Nuevo. La Força Aèria i l'Armada van atacar, però el presumpte submarí va aconseguir fugir. La segona incursió va esdevenir a l'octubre de 1959, en el mateix golf; una altra vegada es va desplegar un atac contra el submarí sense identificar, però novament els esforços van ser en va, i este va tornar a escapar.

### La batalla del golfo Nuevo

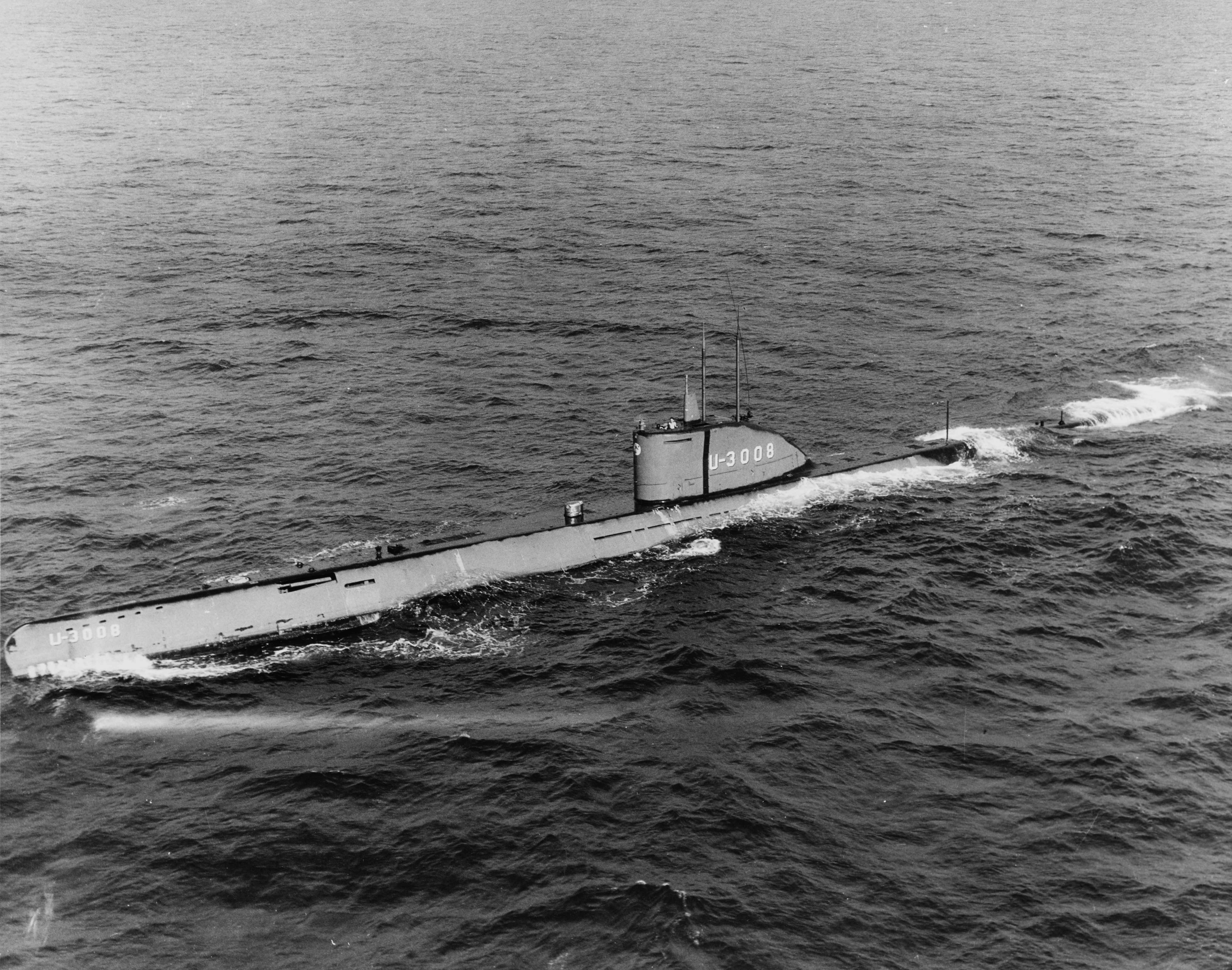
Un dels submarins del tipus XXI, durant l'últim període de la Segona Guerra Mundial. Molts testimonis van afirmar que es tractava de submarins d'este tipus.

El 23 de febrer de 1960, joves cadets a bord de quatre naus d'instrucció navegaven pel golf Nuevo quan els tripulants van distingir un derelicte o navili impossible d'identificar que derivava o navegava en una zona freqüentada per l'Armada Argentina per a les seves maniobres d'entrenament. L'objecte no identificat es trobava submergit a 150 metres de profunditat. Hidroavions de les bases de Port Belgrano i Mar del Plata van envolar-se i llançaren bombes en el lloc. El destructor ARA Cervantes i els patrullers ARA King i ARA Murature van col·locar mines submarines al llarg de l'entrada del golf per prevenir qualsevol intent de desembarcament i es van desplegar unitats d'infanteria amb el mateix propòsit; a la nit, es llançaren bengales i es van utilitzar reflectors.
Els primers informes sostenien que s'havia danyat a la nau intrusa, però després va ser evident que havia escapat. Açò va portar a especular sobre si es tractava d'un submarí nuclear. En algunes versions del fet s'informa sobre dos submarins, un dels quals havia aconseguit escapar, mentre que l'altre va romandre submergit i immòbil en les profunditats del golf com a conseqüència dels atacs de vaixells argentins. El 15 de febrer el submarí va desaparèixer de les pantalles de sonar sense deixar rastre. L'Armada Argentina va confirmar que el 20 de febrer el va detectar de nou. Llavors es va preparar una ofensiva total, en la qual s'empraren moderns armaments nord-americans. Es van llançar diversos torpedes de guia electrònica, però cap va encertar el blanc. Els avions van atacar amb torpedes dirigits per sonar, de nou sense cap resultat. L'endemà passat, un comunicat de l'Armada va declarar: «Les aigües del golf Nuevo van ser acuradament garbellades en els dies 21 i 22 de febrer, sense que s'establís contacte amb submarins que van fer la incursió, la qual cosa suggereix que han pogut escapar».
Finalment, el 25 de febrer l'Armada va donar per acabada la cerca de submarins en el golfo Nuevo. A cap moment els comandaments militars van permetre als periodistes accedir al lloc, tampoc sobrevolar el golf.

## Teories sobre els fets

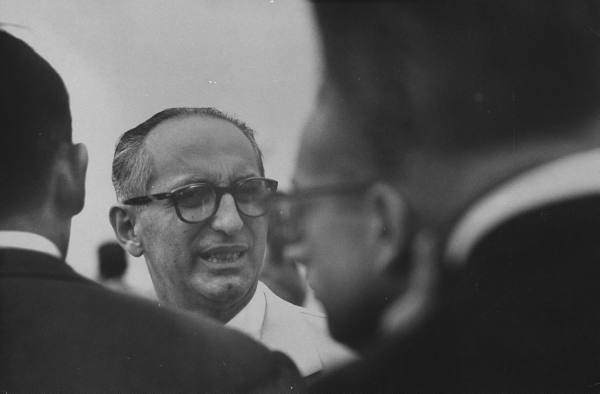
El president argentí Arturo Frondizi.

Des del començament dels episodis, va haver diferents interpretacions dels mateixos:
- Una cortina de fum per desviar l'atenció pública d'altres temes més sensibles.[4][5]
- Una operació muntada per l'Armada per justificar la compra d'armament als Estats Units.[2]
- Possibles submarins d'origen soviètic que estarien a la recerca de tresors nazis, suposadament amagats en la Patagònia.[2]
- Un submarí britànic. Hipòtesi que l'ambaixador del Regne Unit en l'Argentina va qualificar com a «impossible».
- Un submarí enfonsat en el golf, el qual va ser mogut primer pels corrents marins de la zona i després per les bombes. Fins i tot va poder haver existit alguna explosió que el portés a flotació fins a mostrar la seua torreta. Aquesta teoria va ser proposada pel capità de fragata espanyol Enrique Manera.[1]
- Un o diversos submarins alemanys que portaven a jerarques nazis per amagar-los en la Patagònia andina.[2]
- Un fenomen paranormal.

## En la cultura popular
Es fa referència a aquest fet històric en el relat "El mar" de La meva Cristina i altres contes de Mercè Rodoreda.